# 火山岩塊
火山岩塊（かざんがんかい、英: volcanic block）とは、固体の状態で火山から噴出された64ミリメートル以上の岩石の断片を指す。成因を含まず、粒子の大きさのみで決まる用語であることから、通常は火山弾、スコリアといった成因を含む用語が好まれる。